# Alegeri legislative în Italia, 1987
Alegerile legislative au avut loc în Italia la 14 iunie 1987. Partidul Creștin Democrat a obținut cele mai multe locuri.
Toate cele 630 de locuri din Camera Deputaților și 315 (din 315) locuri în Senatul italian
```
                       Primul partid:                    Al doilea partid: 
 Lider:                Ciriaco De Mita                   Alessandro Natta
 Partid:               DC                                PCI
 Locurile liderilor:   XXIV – 
Campania
 din Est        III - Ligury
 Ultimele alegeri:     225 & 120 seats, 32.9%            198 & 107 seats, 29.9%
 Locuri castigate:     234 (H)                           177 (H)
                       125 (S)                           101 (S)
 Locuri schimbate:     +14                               -27
 Votul popular:        13,241,188	                  10,254,591
 Procent:              34.3%	                          26.6%
 Swing:	        +1.4%	                          -3.3%
 Alegerile electorale din Italia din 1987 s-au ținut în data de 14/6/1987.
```

## Camera deputaților
- Democrația creștină: 34.31%
- Partidul Socialist din Italia: 14.27%
- Mișcarea Sociala din Italia:	5.91%
- Partidul Republican din Italia: 3.70%
- Partidul Socialist Democrat din Italia: 2.96%
- Partidul Radical: 2.56%
- Listele Verzi: 2.51%
- Partidul Liberal din Italia: 2.10%
- Democratia Proletara: 1.66%
- Partidul Oamenilor din Sudul Tirolului: 0.52%
- Lega Lombarda: 0.48%
- Partidul Actiunii Sardiniene:	0.44%
- Alții: 2.00%

## Senat
- Democrația creștină: 33.62%
- Partidul Comunist din Italia: 28.33%
- Partidul Socialist din Italia: 10.91%
- Mișcarea Socială din Italia: 6.54%
- Partidul Republican din Italia: 3.85%
- PSI - PSDI – PR*: 2.97%
- Partidul Socialist Democrat din Italia: 2.36%
- Partidul Liberal din Italia: 2.16%
- Listele Verzi: 1.96%
- Partidul Radical: 1.77%
- Partidul Oamenilor din Sudul Tirolului: 0.51%
- Democrația Proletară: 1.52%
- Lega Lombardă: 0.42%
- Partidul Acțiunii Sardiniene: 0.38%
- Alții: 2.65%